# 裴慶孫
裴 慶孫（はい けいそん、495年 - 530年）は、北魏の軍人。字は紹遠。本貫は河東郡聞喜県。

## 経歴
幼くして父を失ったが、才気に優れ、有言実行の人物に成長した。員外散騎侍郎を初任とした。
正光末年、汾州の吐京胡の薛悉公や馬牒騰らが王を称して反乱を起こし、数万の人々を集めた。慶孫は別将となり、郷里の戦士数千人を募って反乱を討った。反乱軍はたびたび迎撃してきたが、慶孫は兵の先頭に立って戦い、反乱軍を連破して、雲台の郊外まで進出した。反乱軍はさらに集結し、雲台の西郊で大戦を挑んだ。慶孫は自ら敵陣に突入して、反乱軍の王の郭康児を斬った。反乱軍は敗北を喫して潰走した。慶孫は洛陽に召還されて、直後に任じられた。
孝昌初年、反乱軍は再び集結して、北は劉蠡升と結び、南は絳郡の蜀と通じて、勢力を盛り返した。慶孫は再び別将となり、軹関から討ち入った。斉子嶺の東にいたり、反乱軍の将の范多・范安族らが兵を率いて応戦すると、慶孫はこれを破って、多くを斬首した。200里あまりも追撃して、陽胡城に入った。孝明帝の末年、邵郡が立てられると、慶孫は邵郡太守・仮節・輔国将軍・邵郡都督となった。反乱平定後の治安の安定につとめ、逃散した民衆の生業復帰をうながした。永安年間、洛陽に召還されて、太中大夫の位を受けた。
530年（永安3年）、爾朱栄が殺害され、爾朱世隆が北方に逃走すると、慶孫は大都督となり、行台の源子恭とともに追撃にあたった。太行に進軍すると、慶孫は爾朱世隆とひそかに通じていたことが発覚して、河内郡に連れ戻されて斬られた。享年は36。
子の裴子瑩は、永安年間に太尉行参軍となった。

## 伝記資料
- 『魏書』巻69 列伝第57
- 『北史』巻38 列伝第26